# Vyžice
Vyžice jsou obec v okrese Chrudim v Pardubickém kraji. Žije zde 243 obyvatel.

## Historie
První písemná zmínka o obci pochází z roku 1229.

## Obyvatelstvo
| Rok            | 1869 | 1880 | 1890 | 1900 | 1910 | 1921 | 1930 | 1950 | 1961 | 1970 | 1980 | 1991 | 2001 | 2011 | 2021 |
| -------------- | ---- | ---- | ---- | ---- | ---- | ---- | ---- | ---- | ---- | ---- | ---- | ---- | ---- | ---- | ---- |
| Počet obyvatel | 317  | 319  | 353  | 351  | 415  | 403  | 353  | 245  | 265  | 259  | 206  | 162  | 159  | 174  | 216  |
| Počet domů     | 45   | 51   | 53   | 62   | 65   | 67   | 68   | 71   | 71   | 69   | 57   | 73   | 75   | 88   | 101  |

## Obecní správa
Mezi lety 1869–1975 Vyžice byly obcí v okrese Chrudim. Od 1. ledna 1976 do 30. srpna 1990 patřily jako část obce k Načešicím a od 31. srpna 1990 jsou opět samostatnou obcí.

### Části obce
- Vyžice
- Slavkovice